# شیخ حر عاملی

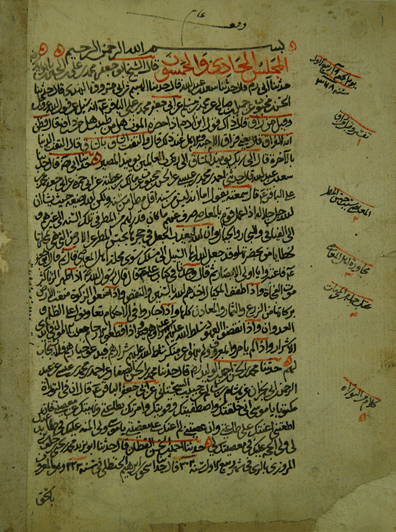
دستخط شیخ حر عاملی، در ۱۱۱۴ قمری، که تمام کتاب امالی شیخ صدوق را کتابت کرده‌است.

شیخ محمد بن حسن حُرّ عاملی معروف به شیخ حر عاملی (۱۶۹۳-۱۶۲۴م) (۱۰۳۳ قمری در روستای «مشغره» از توابع جبع در لبنان - ۲۱ رمضان ۱۱۰۴ قمری)، از علما و فقهای شیعه ی اخباری‌ در قرن ۱۱ هجری و مؤلف کتاب وسائل الشیعة است.

## زندگی شخصی

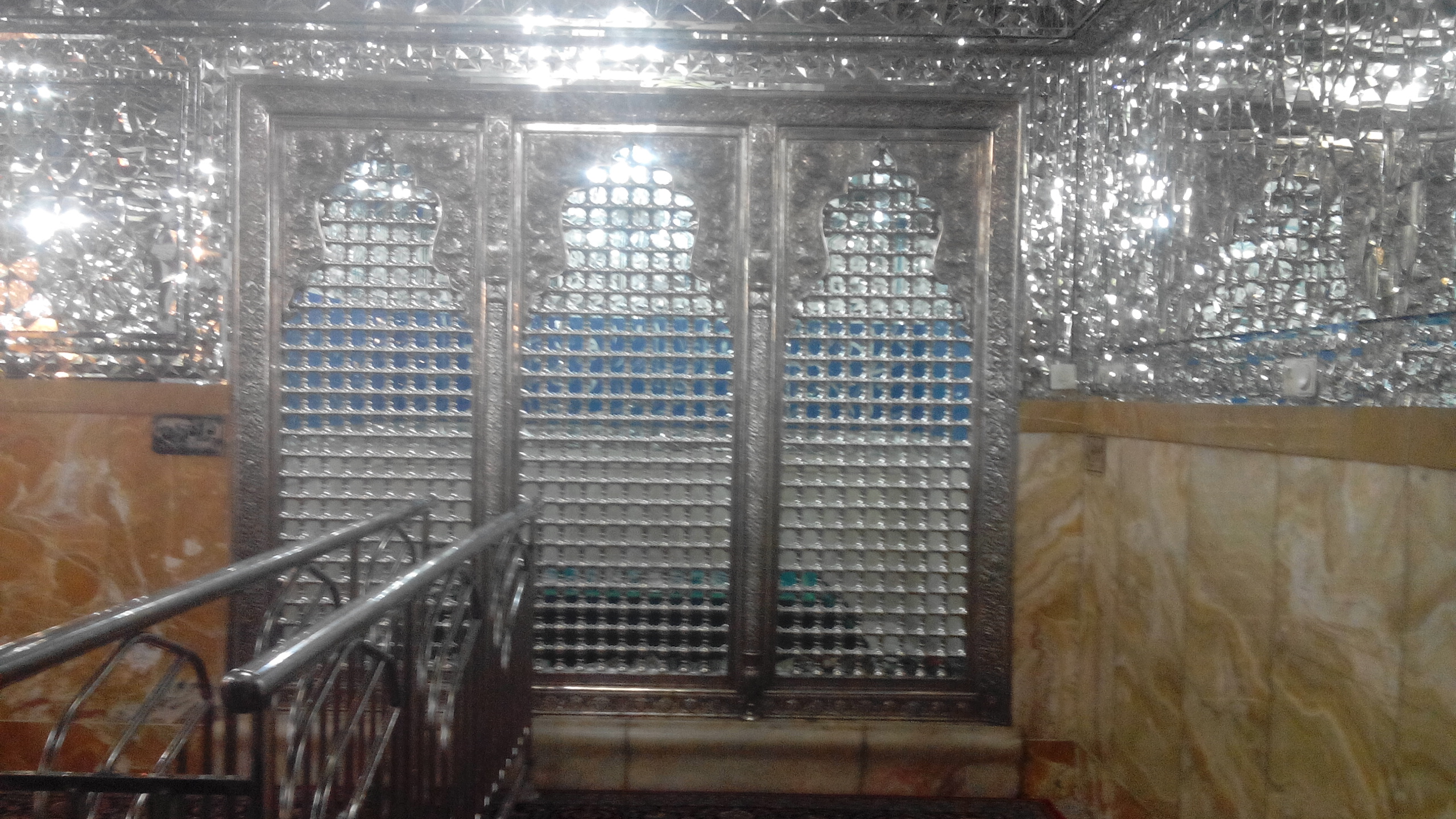
مقبره شیخ حر عاملی

### نسب
او از نوادگان حر بن یزید ریاحی است. نسب وی با ۳۶ واسطه به حر بن یزید ریاحی می‌رسد.

### فرزندان
او چهار پسر به نام‌های محمدرضا، حسن، احمد، محمود و دختری داشت که به امّ سید صالح مشهور بود و همسر شاگرد حرّعاملی، سید محمد بن ابراهیم شرف‌الدین (نیای مادری سید حسن صدر)، بود.
طبق منابع محمدرضا، همچون پدرش، فقیه و محدّثی اخباری بود. از جمله آثار او تدوین مجموعه‌ای از اشعار شیخ بهایی بوده‌است. وی در ۱۱۱۰ درگذشت و در کنار پدرش به خاک سپرده شد.

### برادران
برادر کوچک‌تر وی، احمد بن حسن، نیز از عالمان شیعه بود و به تاریخ‌نگاری علاقه خاص داشت. وی کتابی در تفسیر قرآن، دو اثر تاریخی، حاشیه‌ای بر المختصر النافع و چند اثر دیگر تألیف کرده‌است. وی بعد از درگذشت برادرش شیخ الاسلام مشهد شد. در ۱۱۱۵ شاه سلطان حسین او را به اصفهان فراخواند. در ۱۱۲۰ فرزندش صالح به دنیا آمد. پس از این تاریخ اطلاع دیگری از او در دست نیست.
دیگر برادر او، زین‌العابدین، نیز از عالمان شیعه بود و شعر نیز می‌سروده‌است. شرحی با عنوان المناسک المَرویة فی شرح الإثنَیْ عشریة الحَجّیة بر رساله حج شیخ‌بهایی و اثری در تاریخ به زبان فارسی نوشته‌است. وی در هنگام بازگشت از سفر حج، در ۱۰۷۸ در صنعا درگذشت.
علی، دیگر برادر وی، نیز از عالمان بود که نزد پدرش و شیخ حرّ عاملی تحصیل کرد. وی در ۱۰۷۸ درگذشت.

## تحصیل
شیخ حسن ظهیر، شهید ثانی و پدرش از استادان او بودند. تا چهل سالگی در کشور سوریه و منطقهٔ جبل عامل، نزد استادان شیعی آموزش دید و بعدها به عراق و خراسان عزیمت کرد. وی برای زیارت علی بن موسی به ایران رفت و مدتی در اصفهان با علامه مجلسی بود و هر دو برای هم اجازه نقل روایت صادر کرده‌اند. سپس به مشهد رفت و پس از مدتی «قاضی القضاة» و «شیخ الإسلام» خراسان شد.

## استادان
- حسن حر عاملی (پدر)
- محمد حر (عموی او)
- عبدالسلام (جد مادری)
- علی فرزند محمود مشغری عاملی
- زین‌الدین فرزند محمد بن حسن فرزند شهید ثانی
- حسین فرزند حسن بن ظهیرالدین عاملی ظهیری
- سید حسن حسینی عاملی
- عبدالله فوشی حر
- ملا محسن فیض کاشانی
- مولی محمد طاهر
- سید علی فرزند علی موسی عاملی
- محقق آقا حسین خوانساری
- سید هاشم بحرانی
- مولا محمد کاشانی

## شاگردان
- مصطفی حویزی
- دو فرزندش شیخ محمدرضا و شیخ حسن
- سید محمد حسینی اعرجی
- سید محمد فرزند محمد بدیع رضوی
- مولا محمد فاضل مشهدی
- سید محمد موسوی عاملی فرزند بن علی بن محیالدین
- مولا محمدصالح فرزند محمدباقر قزوینی مشهور به (روغنی)
- مولا محمدتقی عبدالوهاب استرآبادی مشهدی
- مولا محمدتقی دهخوار قانی قزوینی
- سید محمد بن احمد حسینی گیلانی
- مولا حسن بن محمد طاهر قزوینی طالقانی
- سید نورالدین جزایری
- محدث مولا محمد صالح هروی
- محمود میمندی
- محمود بن عبدالسلام المَعْنی[۱۳]
- علامه مجلسی
- ابوالحسن بن محمد النباطی العاملی
- سید محمد بن زین‌العابدین موسوی عاملی
- دامادش سید محمد بن ابراهیم شرف‌الدین (1049-1139)[۱۴]

## آثار
- وسائل الشیعة (مجموعه ای از روایات دربارهٔ احکام شرعی در تمام ابواب فقه است که طی بیست سال به نگارش درآمده)
- جواهر السنیة
- صحیفه ثانیه
- الایقاظ من الهجعة برهان علی الرجعة
- خلق الکافر
- الفوائد الطوسیة
- بدایة الهدایة
- امل الآمل
- اثبات الهداة
- هدایة الامة
- تعلیقه‌ای بر کتاب مزار[۱۵]
- کتاب الفصول المهمة فی اصول الائمة[۱۶]
- کتابی در رد صوفیه
- کتاب اجازات
- کتاب کشف التعمیة فی حکم التسمیة
- کتابی در اثبات اینکه نماز جمعه واجب عینی است.
- کتاب نزهة الاسماع فی الاجماع
- کتابی در اثبات متواتر بودن قرآن
- کتابی در رجال
- کتابی دربارهٔ منزه بودن امامان معصوم از فراموشی و سهو
- کتابی در اخلاق
- کتاب در ابطال مسئله عمومیت داشتن «حدیث منزلت»
- دیوان امام زین العابدین (ع)
- حاشیه بر کتاب کافی مرحوم کلینی
- حاشیه بر کتاب «من لایحضره الفقیه»
- حاشیه بر کتاب تهذیب شیخ طوسی
- رساله الاثنا عشریّه فی الرّد علی الصوفیّة
- حاشیه بر استبصار شیخ طوسی[۱۷][۱۸][۱۹][۲۰][۲۱][۲۲]

## درگذشت

تصویری از مقبره شیخ واقع در حجرهٔ سوم صحن انقلاب حرم علی بن موسی الرضا

او در ۲۱ رمضان ۱۱۰۴، برابر ۶ خرداد ۱۰۷۲، در سن ۷۱ سالگی (بر اساس تقویم قمری) درگذشت و در سرداب مدرسه میرزا جعفر  (ارامگاه شیخ حر عاملی) در صحن انقلاب حرم امام علی بن موسی الرضا علیه‌السلام به خاک سپرده شد.